# Castellers de Montreal
Els Castellers de Montreal (en francès: Casteliers de Montréal) són una colla castellera fundada a Montreal el 2007. Els seus membres són socis del Casal Català del Quebec. Són apadrinats per la colla dels Castellers de la Vila de Gràcia i actuen en activitats vinculades a la cultura catalana.
L'11 de febrer del 2015 van participar en un curs d'«Introducció a la cultura catalana» de la Universitat de Montreal on es va projectar el documental Nosaltres, els Xiquets de Valls. També el 2015, gràcies a l'ajuda de la visita dels seus padrins, els Castellers de la Vila de Gràcia), van aixecar el seu primer 4 de 6 durant una actuació en el festival Montréal Complètement Cirque.